# کیش خودرو
کیش خودرو یک شرکت خودروساز ایرانی بود که در سال ۱۳۷۴ و در جزیره کیش ثبت گردید. سهام این شرکت در ابتدا دست محمد صفاری (۵۱٪)، بانک صنعت و معدن (۴۰٪) و کامران نقدی مدیر عامل کمپانی مسئولیت محدود BMS از بریتانیا (۹٪) که به فروش و مجوز برای ساخت و طراحی خودرو دست یافت. اولین خط تولید این شرکت در سال ۲۰۰۰ راه اندازی شد. مالکیت شرکت در سال ۲۰۰۲ به ۵۲ درصد/۴۱ درصد/۷ درصد تغییر یافت.

## محصولات

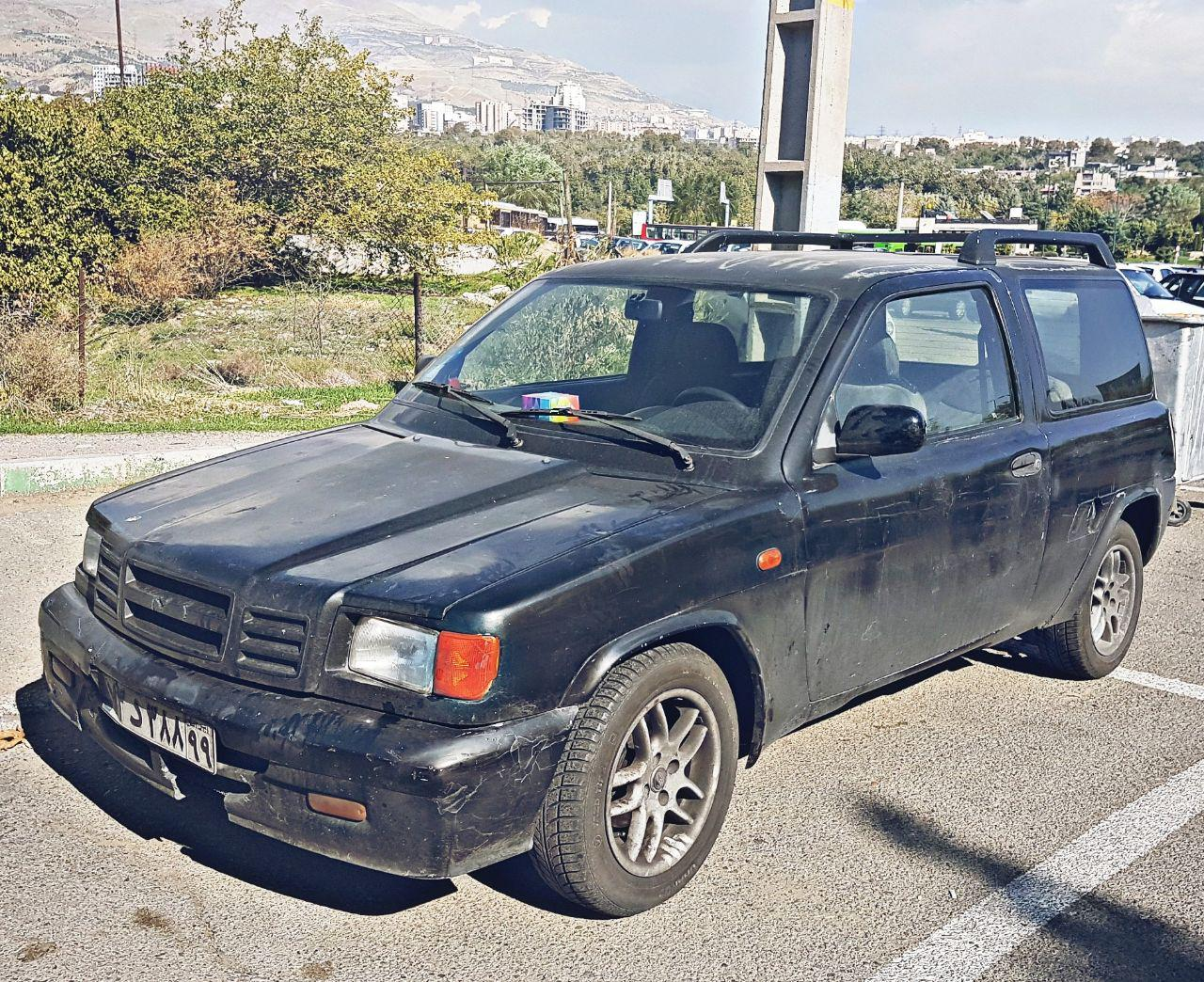
سیناد ۲

کیش خودرو در سال ۱۳۷۹ اولین خودروی خودش یعنی سیناد را عرضه کرد. سیناد که نام آن از فرزندان مدیرعامل این شرکت یعنی سینا و نادر گرفته شده‌است دارای موتور ۱۶۰۰ سی‌سی ۸ سوپاپ رنو K7M بود (که از نسل اول مگان گرفته شده بود و ال نود هم که بعدها پا به بازار ایران گذاشت هم از همین موتور به صورت ۱۶ سوپاپه بهره می‌برد که به خاطر همین مسئله اشتراکات فنی زیادی با ال نود دارد) در سیناد برای راحت‌تر شدن تعمیرات فنی از قطعات فنی خودروهایی اعم از پراید، پژو ۴۰۵، دوو سیلو و رنو ۲۱ استفاده شد و حتی داشبورد آن بسیار شبیه به سمند بود (سیناد سال ۷۹ و سمند سال ۸۱ عرضه شد). کیش خودرو بعد از چند سال نسخه فیس لیفت سیناد را با نام سیناد ۲ عرضه کرد و حتی قصد داشت خودروهایی با نام‌های سیناد کوپه، سیناد ویک (بر اساس رنو سینیک)، سیناد ۵ در و سیناد وانت را عرضه کند که به یکباره به دلیل مدیریت نادرست شرکت ورشکست شد و طرح‌های فوق در حد نمونه‌های مفهومی باقی ماندند. از سیناد و سیناد ۲ هم در مجموع فقط ۱۸۰۰ دستگاه (به اعتقاد برخی ۲۳۰۰ دستگاه) تولید شد.